# Internet Systems Consortium
Internet Systems Consortium（インターネットシステムズコンソーシアム）は、2004年1月に成立した、アメリカ内国歳入法第501条c3項に基づくNPOである。その資産と人員はInternet Software Consortiumから引き継がれた。
ISCによって開発・メンテナンスされているソフトウェアとしては、BIND、INN、ISC DHCP、Kea、OpenRegなどがある。
ISCは13あるルートサーバのうちFサーバを管理し、いち早くエニーキャストによる分散化を行った。さらに多くの自由ソフトウェアとともにUsenetのnewgroupおよびrmgroupのコントロールメッセージのアーカイブも管理している。